# La Murta
La Murta ist ein Ort in der autonomen Gemeinschaft Murcia in Spanien. Er gehört der Provinz Murcia und der Stadt Murcia an. Im Jahr 2015 lebten 96 Menschen in La Murta, von denen 51 männlich und 45 weiblich waren.

## Lage
La Murta liegt etwa 28 Kilometer südlich von Murcia und etwa 37 Kilometer nordwestlich von Cartagena.